# Amédée Delzons
Pour les articles homonymes, voir Delzons.
Amédée Delzons est un homme politique français né le 26 janvier 1808 à Aurillac (Cantal) et mort le 23 novembre 1891 à Aurillac.

## Biographie
Notaire à Aurillac, il est maire en 1848, conseiller général de 1846 à 1852 et député du Cantal de 1848 à 1849, siégeant avec les républicains modérés. Rallié au Second Empire, il devient juge au tribunal d'Aurillac, prenant sa retraite en 1878.

## Sources
- « Amédée Delzons », dans Adolphe Robert et Gaston Cougny, Dictionnaire des parlementaires français, Edgar Bourloton, 1889-1891 [détail de l’édition]